# Eleutherodactylus glaucoreius
Eleutherodactylus glaucoreius är en groddjursart som beskrevs av Schwartz och Fowler 1973. Eleutherodactylus glaucoreius ingår i släktet Eleutherodactylus och familjen Eleutherodactylidae. IUCN kategoriserar arten globalt som nära hotad. Inga underarter finns listade i Catalogue of Life.